# Bolborhynchus lineola
El perico barreteado, catita barrada o cinarero, también conocido como la catita lineada o perico rayado (Bolborhynchus lineola) es una especie de ave de la familia de los loros (Psittacidae) originaria del sur de México, Costa Rica, Panamá, el noroeste de Colombia, Venezuela, los Andes del Perú y el centro de Bolivia. Su hábitat comprende bosques y montañas a más de 2000 m s. n. m..
No les gusta el frío, pero lo toleran bien. Ocupan parte de su tiempo en el suelo, y duermen en los árboles. Viven generalmente en grupos de 6 a 30, e incluso de hasta más de 150. Prefieren correr a volar, aunque tienen un vuelo rápido, caracterizado por un rápido batir de alas. Comen frutas, semillas (y germinadas), e inclusive larvas de insectos.
Miden 17 cm de largo y pesan entre 47 y 55 g; son de color verde intenso, presentando manchas negras al final de sus plumas, que les dan aspecto de estar rayadas o listadas. En esta especie, pese a lo que algunos creen, no existe dimorfismo sexual, excepto en alguna mutación de color, la cual sólo la pueden presentar las hembras.
Hay muchas mutaciones en estos pericos: azul, cobalto, turquesa, violeta, plata, dorado, crema, y lutino (amarillo brillante con ojos rojos).
Estas catitas se están volviendo populares como mascotas en Europa y en Norteamérica, debido a su docilidad, buen comportamiento y capacidad de habla (aunque ésta sea limitada). Su expectativa de vida es de 10 años, pero hay ejemplares que han llegado bien a los 15.